# Rickroll

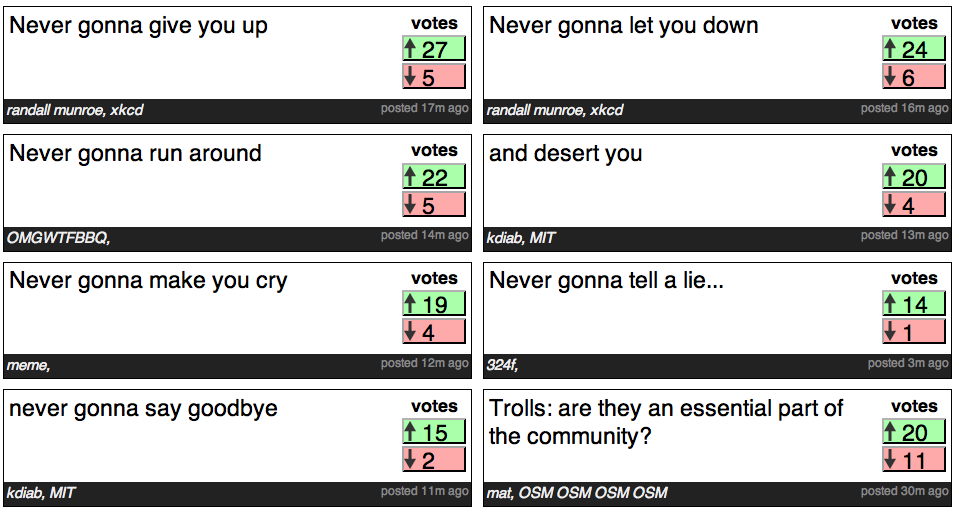
Un ejemplo de rickroll, en el que varios usuarios de internet publican partes de la letra de la canción “Never Gonna Give You Up” en un foro neozelandés.

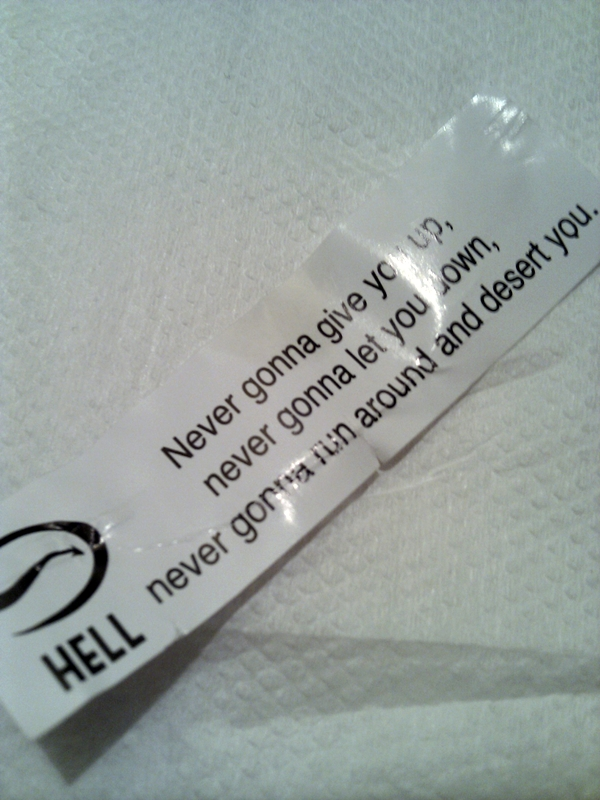
La letra de la canción “Never Gonna Give You Up” escrita en el papel de una galleta de la fortuna.

Rickroll o Rickrolling es un meme de Internet que hace referencia al cantante Rick Astley. Consiste en un enlace trampa disfrazado como algo de interés para que el usuario haga clic sobre él, pero lo redirige hacia el vídeo musical de Rick Astley “Never Gonna Give You Up” (1987). Cuando una persona entra en el enlace que le lleva a este video musical, se dice que ha sido “rickrolled” o Rickrolleado. 
Esta acción no solo ha afectado a muchas páginas webs, sino que se ha extendido más allá del mundo de Internet; como, por ejemplo, cuando la canción hizo una aparición sorpresa en el desfile que cada año realiza el centro comercial estadounidense Macy’s en el Día de Acción de Gracias, un evento televisado con millones de espectadores. Un claro ejemplo fue la película Ralph Breaks the Internet, que usa la canción en la escena poscréditos.

## Historia
Astley grabó “Never Gonna Give You Up” en su álbum Whenever You Need Somebody, lanzado en 1987. La canción, su debut como solista, fue número uno en varios países. Para promocionar la canción, crearon el primer videoclip de Astley, en el que salía cantando la canción mientras bailaba.
La broma se dice que empezó como una variante de una broma anterior del sitio web 4chan llamada "duckroll", en la que un enlace llevaba siempre a una imagen de un pato con ruedas. El usuario que caía en la trampa se decía que era “duckrolleado”.
La primera vez que se "rickrolleó" fue en mayo de 2007 en el tabloide de videojuegos de 4chan, en el que un enlace que se supone llevaba a un tráiler del videojuego Grand Theft Auto IV, realmente llevaba al videoclip de Astley. Esta fue una broma interna de 4chan durante un breve período. En mayo de 2007 la práctica alcanzó notoriedad en Internet, y aumentó su popularidad después de su uso en el día de las bromas de abril de 2008 por varias compañías y sitios web, incluido YouTube, "rickrolleando" todos sus videos destacados en ese día. En abril de ese mismo año, una encuesta realizada por SurveyUSA estimó que por lo menos 18 millones de estadounidenses habían sido "rickrolleados".[cita requerida]
Hacia mayo de 2008, esta práctica se extendió por todo 4chan y se convirtió en un fenómeno de Internet, amasando cierta cobertura incluso en los medios de comunicación. Y en septiembre de 2009, la revista Wired publicó una guía de las bromas modernas más típicas, apareciendo "rickroll" como una de las mejores bromas a nivel de principiante. 
El video original de YouTube usado para "rickrollear" fue retirado por error el 23 de febrero de 2010, debido a la violación de los términos de uso, pero el video volvió a estar disponible en menos de un día. 
El 28 de julio de 2021, el video oficial de Never Gonna Give You Up llegó a las mil millones de reproducciones. Ese mismo día, Rick publicó el siguiente comentario, convirtiéndolo en uno de los comentarios con más Me gusta de la historia de YouTube:

1 BILLION views for Never Gonna Give You Up!  Amazing, crazy, wonderful! Rick <3
Rick Astley

¡1 MIL MILLONES de vistas para Never Gonna Give You Up! ¡Increíble, loco, maravilloso! Rick <3
Rick Astley

## Ejemplos

### Protesta a la Cienciología
La canción "Never Gonna Give You Up" se pudo escuchar en modo de protesta (organizada por el Proyecto Chanology en febrero de 2008) contra la Iglesia de la Cienciología. Estas protestas tuvieron lugar en Nueva York, Washington D. C., Londres, Detroit y Seattle. Los manifestantes tocaban la canción a la vez que decían la frase de “Never gonna let you down!” ("Nunca te voy a defraudar"). El periódico The Guardian llamó a este evento “un rickroll en vivo contra la Iglesia de la Cienciología”.[cita requerida]
En respuesta a una web que crearon los cienciólogos mostrando un video anti-Anonymous, los miembros del Proyecto Chanology crearon otra web con un dominio similar en el que salía el video de Astley.[cita requerida]

### Dan Kaminsky
En abril de 2008, el experto en seguridad Dan Kaminsky demostró un serio problema de vulnerabilidad en la seguridad poniendo el video de "Never Gonna Give You Up" en Facebook y PayPal.

### Michelle Obama
En junio de 2008, varios blogs de política publicaron un artículo afirmando mostrar a Michelle Obama lanzando insultos racistas a los blancos, pero el video era un rickroll.

### El gusano de iPhone
En octubre de 2009, un gusano diseñado para infectar al iPhone cambiaba el fondo de los teléfonos infectados en una imagen de Rick Astley sobre la que había un texto que decía: "ikee is never going to give you up" ("ikee nunca te abandonará").

### Prankdialer.com
En esta página, se ofrecía un rickroll por el servicio telefónico, permitiendo a los visitantes introducir el número de teléfono al que se deseaban llamar y tocar la canción cuando se contestaba.

### Dante’s Inferno
Como parte de la promoción del videojuego Dante's Inferno, Electronic Arts mandó cajas de madera a varios sitios web de videojuegos, las cuales contenían un martillo y un par de gafas de protección, y cuando se abría la caja, de esta salía la canción de Astley en bucle, y la única forma de apagarla era destrozando la caja.

### Slendytubbies II
Debido a que el videojuego Slendytubbies tuvo mucho éxito, ZeoWorks creó la segunda parte, en la cual aparecía Rick Astley como un easter egg haciendo un Rickroll con la famosa canción Never Gonna Give You Up en dos distintos mapas:
- En "Teletubbie Land (Day)" o "Teletubbie Land (Night)" aparecía en las montañas cantando casi silenciosamente, volviéndose la canción apenas audible cuando el jugador se acerca un poco.
- En "Teletubbie Secret Lair" aparecía en algo que parecía una tubería sin salida; en esta ocasión, no se oye la canción, pero se lo puede ver bailando, especialmente a través de la cámara con visión nocturna que el juego posee, como principal elemento para encontrar las tubipapillas, elementos característicos de la obra.
- Es curioso que en el juego esté básicamente bugeado, ya que se puede ver que sus brazos están al revés y sus pies flotan. Se cree que esto fue hecho a propósito por el creador del juego, debido a que la precuela de este juego adolescía de errores gráficos notables.

### Defense of the Ancients
También en DotA, un mod del videojuego Warcraft III, existe un comando que se coloca en cualquier momento del juego por cualquier jugador, que coloca en pantalla de todos los jugadores una cita del coro de la canción describiendo al jugador que la ha escrito. Un ejemplo de ello podría ser "Player8's never gonna give you up".

### Ralph Rompe Internet
Al final de los créditos formales de Ralph Breaks the Internet, una voz decía que a continuación, se mostraría un avance de Frozen 2. Sin embargo, apareció una parodia del videoclip interpretada por el propio Ralph.

### Fortnite
El 14 de febrero de 2020, A las 19:00 EST, el videojuego Fortnite puso en la zona de noticias que había llegado una skin que era demasiado poderosa y con la que se podría ganar todas las partidas. Si el jugador hacía click a "Consiguelo ya" le llevaba al emote de Rickroll, que fue sacado ese día para trolear a los aficionados. lo cual fue una gran rickrolleada para la mayoría de los usuarios del videojuego Fortnite.

### Rick Astley
El 17 de junio de 2020, en el popular sitio web Reddit, un usuario conocido como "theMalleableDuck' logró engañar a Rick Astley para que accediese a un hipervínculo que, según dicha persona, lo iba a llevar a un recuerdo de un pase de camerinos. En realidad este hipervinculo llevaba a la canción “Never Gonna Give You Up”, lográndose por primera vez hacerle un rickroll directamente a Rick Astley, creador de dicha canción.

### Youtube.com
El 7 de diciembre de 2020 , cuando Youtube preguntó en Twitter que vídeos les gustaría ver en repetición a los usuarios , el usuario @edma06RBLX , le respondió mandando un enlace a un supuesto video de perritos , cuando ese hipervínculo llevaba a la canción “Never Gonna Give You Up” , "rickrolleando" al propio YouTube

## Efectos en Astley y reacción
En una entrevista en marzo de 2008, Astley dijo que encontró graciosa la broma que se le hizo a la Cienciología, además de decir que no intentaría capitalizar el fenómeno del “Never Gonna Give You Up” con una nueva grabación o un remix de su propiedad, aunque sí le gustaría que otros artistas hicieran sus propias versiones de la canción.
En general, Astley no está preocupado por el fenómeno, señalando que le resulta “extraño y divertido” y que su única preocupación es que su hija no se avergüence de ello.
Un portavoz del sello discográfico de Astley comentó que el interés de Astley por el fenómeno se había desvanecido, ya que dijo: “Lo siento, pero él ya ha hablado suficiente sobre el rickroll”.
En noviembre de 2008, Rick Astley fue nominado en los MTV Europe Music Awards por el premio de mejor artista de la historia, después de que las votaciones por Internet se inundaran de votos a su favor. Los esfuerzos por conseguir hacer ganador a Astley continuaron después del anuncio de la nominación, al igual que los esfuerzos para convencer a MTV de que invitara personalmente a Astley a la ceremonia de los premios. Más tarde se confirmó en la web de Astley que había recibido una invitación para ir a la ceremonia. El día de la ceremonia, justo unas horas antes de que se celebrara, se informó que MTV no quería dar el premio a Astley. Muchos fanáticos quedaron defraudados. En una entrevista, Astley declaró que los premios eran un “timo”, pero señaló que MTV fue claramente "rickrolleada", y también dio las gracias a todos los que votaron por él. 
El 15 de agosto de 2022 la compañía de seguros estadounidense CSAA contrató al cantante para recrear su hit a 35 años de su lanzamiento, volviendo a ser tendencia en redes sociales y en los medios de comunicación.